# Ruta Provincial 36 (Chubut)
La Ruta Provincial 36 es una carretera ubicada en la provincia del Chubut en Argentina. Recorre de norte a sur, bordeando el ejido municipal oeste de Comodoro Rivadavia. Posee una longitud de 75 km la cual está completamente de ripio, se encuentra en proyecto la pavimentación del tramo RN3 - RN26, que sería la más transitada de la ruta. En los alrededores de esta ruta se puede apreciar una gran cantidad de aparatos individuales de bombeo <cigüeña>; administrados por YPF y empresas privadas como PAE.

## Localidades
Los pueblos y ciudades por los que pasa este ruta de este a oeste son:

### Provincia del Chubut
Recorrido: 75 km (km 0 a 75).
- Departamento Escalante:Manantiales Behr (km 11), Pampa del Castillo (km 45-47), El Tordillo  (km 58),  Holdich (km 66), Estación Holdich (km 68).